# أوكسي كلوريد البزموت
أوكسي كلوريد البزموت هو مركب غير عضوي من البزموت مع الصيغة Bi O Cl. وهو مادة صلبة بيضاء لامعة استخدمت منذ العصور القديمة، ولا سيما في مصر القديمة. يعطي تداخل الموجة الضوئية من هيكلها الشبيه بالصفائح انعكاسًا لؤلؤيًا للضوء يشبه الصدف،  ومن المعروف أيضا باسم اللؤلؤ الأبيض.

## بنية
يمكن اعتبار بنية أوكسي كلوريد البزموت على أنها تتكون من طبقات منCl− ،Bi3+ وO2− أيونات (في الصورة Bi = رمادي ، O = أحمر ، Cl = أخضر). يتم ترتيب هذه الأيونات على شكل Cl – Bi – O – Bi – Cl – Cl – Bi – O – Bi – Cl ، أي مع الأنيونات المتناوبة (Cl− ،O2− ) والكاتيونات (Bi3+ ). يؤدي الهيكل متعدد الطبقات إلى ظهور الخصائص اللؤلؤية لهذه المادة.
بالتركيز على البيئة التنسيقية للأيونات الفردية، تتبنى مراكز البزموت هندسة تنسيق مربعة مشوهة ومضادة للالتصاق. يتم تنسيق ذرة Bi إلى أربع ذرات Cl وتشكل أحد الوجوه المربعة، كل منها على مسافة 3.06 Å من Bi، وأربع ذرات O تشكل الوجه المربع الآخر، كل منها على مسافة 2.32 Å من بي. يتم تنسيق ذرات O رباعي السطوح بواسطة أربع ذرات ثنائية.

## أنظر أيضاً
- بزموت